# Serie A (2018/2019)
Serie A 2018/2019 – 117. edycja najwyższej w hierarchii klasy mistrzostw Włoch w piłce nożnej, organizowanych przez Lega Serie A. Sezon rozpoczął się 19 sierpnia 2018, a zakończył się 26 maja 2019. Tytuł mistrzowski obronił Juventus, został Mistrzem Włoch ósmy rok z rzędu, świętując 35. scudetto. Puchar Włoch 15 maja 2019 zdobył Lazio, wygrywając 2:0 (0:0) z Atalantą na Stadio Olimpico w Rzymie. Do drugiej ligi spadły: Empoli, Frosinone i Chievo Verona. Tytuł króla strzelców uzyskał piłkarz Sampdorii Fabio Quagliarella, który zdobył 26 goli.

## Organizacja
Liczba uczestników pozostała bez zmian (20 drużyn). Empoli, Parma oraz zwycięzca baraży Frosinone awansowali z Serie B. Rozgrywki składały się z meczów, które odbyły się systemem kołowym u siebie i na wyjeździe, w sumie 38 rund: 3 punkty przyznano za zwycięstwo i po jednym punkcie w przypadku remisu. W przypadku równości punktów wyżej została sklasyfikowana drużyna, która uzyskała większą liczbę punktów i różnicę bramek zdobytych w meczach bezpośrednich (więcej goli), a jeśli nadal była sytuacja nierozstrzygnięta, to większa liczba punktów i różnica bramek zdobytych w końcowej klasyfikacji. Zwycięzca rozgrywek ligowych otrzymywał tytuł mistrza Włoch. Trzy ostatnie drużyny spadało bezpośrednio do Serie B.

## Zespoły w sezonie 2018/2019
| Uczestnicy poprzedniej edycji                                                                                 | Uczestnicy poprzedniej edycji | Uczestnicy poprzedniej edycji | Uczestnicy poprzedniej edycji |
| --- | ----------------------------- | ----------------------------- | ----------------------------- |
| JUV | Juventus                      | 1                             |                               |
| NAP | Napoli                        | 2                             |                               |
| ROM | Roma                          | 3                             |                               |
| INT | Inter Mediolan                | 4                             |                               |
| LAZ | Lazio                         | 5                             |                               |
| MIL | Milan                         | 6                             |                               |
| ATA | Atalanta                      | 7                             |                               |
| FIO | Fiorentina                    | 8                             |                               |
| TOR | Torino                        | 9                             |                               |
| SAM | Sampdoria                     | 10                            |                               |
| SAS | Sassuolo                      | 11                            |                               |
| GEN | Genoa                         | 12                            |                               |
| CHV | Chievo Verona                 | 13                            |                               |
| UDI | Udinese                       | 14                            |                               |
| BOL | Bologna                       | 15                            |                               |
| CAG | Cagliari                      | 16                            |                               |
| SPA | SPAL                          | 17                            |                               |
| Awans z Serie B 2017/2018                                                                                     |                               |                               |                               |
| EMP | Empoli                        | 1                             |                               |
| PAR | Parma                         | 2                             |                               |
| po barażach                                                                                                   |                               |                               |                               |
| FRO | Frosinone                     | 3                             |                               |
| Oznaczenia: - kolumna pierwsza – skróty nazw drużyn, - kolumna trzecia – miejsce zajęte w poprzednim sezonie. |                               |                               |                               |

## Stadiony
|  | Miasto             | Stadion                             | Klub                  | Pojemność | Zdjęcie |
|  | ------------------ | ----------------------------------- | --------------------- | --------- | ------- |
|  | Mediolan           | Stadio Giuseppe Meazza              | Inter Mediolan, Milan | 80 018    |         |
|  | Rzym               | Stadio Olimpico                     | Roma, Lazio           | 72 698    |         |
|  | Neapol             | Stadio San Paolo                    | Napoli                | 60 240    |         |
|  | Florencja          | Stadio Artemio Franchi              | Fiorentina            | 43 147    |         |
|  | Turyn              | Juventus Stadium                    | Juventus              | 41 507    |         |
|  | Werona             | Stadio Marc’Antonio Bentegodi       | Chievo Verona         | 38 402    |         |
|  | Bolonia            | Stadio Renato Dall'Ara              | Bologna               | 38 279    |         |
|  | Genua              | Stadio Luigi Ferraris               | Genoa, Sampdoria,     | 36 685    |         |
|  | Turyn              | Stadio Olimpico di Torino           | Torino                | 27 994    |         |
|  | Parma              | Stadio Ennio Tardini                | Parma                 | 27 906    |         |
|  | Udine              | Stadio Friuli                       | Udinese               | 25 132    |         |
|  | Reggio nell’Emilia | Mapei Stadium – Città del Tricolore | Sassuolo              | 23 717    |         |
|  | Bergamo            | Stadio Atleti Azzurri d’Italia      | Atalanta              | 21 300    |         |
|  | Empoli             | Stadio Carlo Castellani             | Empoli                | 16 284    |         |
|  | Cagliari           | Sardegna Arena                      | Cagliari              | 16 233    |         |
|  | Frosinone          | Stadio Benito Stirpe                | Frosinone             | 16 227    |         |
|  | Ferrara            | Stadio Paolo Mazza                  | SPAL                  | 16 164    |         |

## Prezydenci, trenerzy, kapitanowie i sponsorzy
| Zespół | Prezydent             | Trener               | Kapitan              | Sponsor techniczny | Sponsor strategiczny         |
| --- | --------------------- | -------------------- | -------------------- | ------------------ | ---------------------------- |
| Atalanta | Antonio Percassi      | Gian Piero Gasperini | Alejandro Gómez      | Joma               | Radici Group                 |
| Bologna | Joey Saputo           | Siniša Mihajlović    | Blerim Džemaili      | Macron             | Liu·Jo                       |
| Cagliari | Tommaso Giulini       | Rolando Maran        | Daniele Dessena      | Macron             | Ichnusa                      |
| Chievo Verona | Luca Campedelli       | Domenico Di Carlo    | Sergio Pellissier    | Givova             | Paluani                      |
| Empoli | Fabrizio Corsi        | Aurelio Andreazzoli  | Manuel Pasqual       | Joma               | Computer Gross               |
| Fiorentina | Mario Cognigni        | Vincenzo Montella    | Germán Pezzella      | Le Coq Sportif     | Save The Children            |
| Frosinone | Maurizio Stirpe       | Marco Baroni         | Daniel Ciofani       | Zeus Sport         | Banca Popolare del Frusinate |
| Genoa | Enrico Preziosi       | Cesare Prandelli     | Domenico Criscito    | Lotto              | Eviva noi siamo energia      |
| Inter Mediolan | Erick Thohir          | Luciano Spalletti    | Samir Handanovič     | Nike               | Pirelli                      |
| Juventus | Andrea Agnelli        | Massimiliano Allegri | Giorgio Chiellini    | Adidas             | Jeep                         |
| Lazio | Claudio Lotito        | Simone Inzaghi       | Senad Lulić          | Macron             | Marathonbet                  |
| Milan | Paolo Scaroni         | Gennaro Gattuso      | Alessio Romagnoli    | Puma               | Emirates Airlines            |
| Napoli | Aurelio De Laurentiis | Carlo Ancelotti      | Lorenzo Insigne      | Kappa              | Lete                         |
| Parma | Jiang Lizhang         | Roberto D'Aversa     | Bruno Alves          | Erreà              | Cetilar                      |
| Roma | James Pallotta        | Claudio Ranieri      | Daniele De Rossi     | Nike               | Qatar Airways                |
| Sampdoria | Massimo Ferrero       | Marco Giampaolo      | Fabio Quagliarella   | Joma               | Invent Energy                |
| Sassuolo | Carlo Rossi           | Roberto De Zerbi     | Francesco Magnanelli | Kappa              | Mapei                        |
| SPAL | Walter Mattioli       | Leonardo Semplici    | Mirko Antenucci      | Macron             | Vetroresina                  |
| Torino | Urbano Cairo          | Walter Mazzarri      | Andrea Belotti       | Kappa              | Suzuki                       |
| Udinese | Franco Soldati        | Igor Tudor           | Valon Behrami        | Macron             | Dacia                        |
| Oznaczenia: - Jako sponsora technicznego należy rozumieć firmę, która dostarcza danemu klubowi sprzęt niezbędny do gry - Jako sponsora strategicznego należy rozumieć firmę, która reklamuje się na klatce piersiowej koszulki meczowej |                       |                      |                      |                    |                              |

## Zmiany trenerów
| Klub             | Były trener          | Data odejścia        | Powód                             | Nowy trener         | Data zatrudnienia    |
| ---------------- | -------------------- | -------------------- | --------------------------------- | ------------------- | -------------------- |
| Przed sezonem    |                      |                      |                                   |                     |                      |
| Napoli           | Maurizio Sarri       | 23 maja 2018         | Zwolnienie za porozumieniem stron | Carlo Ancelotti     | 23 maja 2018         |
| Bologna          | Roberto Donadoni     | 24 maja 2018         | Zwolnienie za porozumieniem stron | Filippo Inzaghi     | 13 czerwca 2018      |
| Cagliari         | Diego López          | 30 maja 2018         | Zwolnienie za porozumieniem stron | Rolando Maran       | 7 czerwca 2018       |
| Sassuolo         | Giuseppe Iachini     | 5 czerwca 2018       | Zwolnienie za porozumieniem stron | Roberto De Zerbi    | 13 czerwca 2018      |
| Udinese          | Igor Tudor           | 7 czerwca 2018       | Zwolnienie za porozumieniem stron | Julio Velázquez     | 7 czerwca 2018       |
| W trakcie sezonu |                      |                      |                                   |                     |                      |
| Chievo Verona    | Lorenzo D'Anna       | 9 października 2018  | Zwolnienie                        | Giampiero Ventura   | 10 października 2018 |
| Genoa            | Davide Ballardini    | 9 października 2018  | Zwolnienie                        | Ivan Jurić          | 9 października 2018  |
| Empoli           | Aurelio Andreazzoli  | 5 listopada 2018     | Zwolnienie                        | Giuseppe Iachini    | 6 listopada 2018     |
| Chievo Verona    | Giampiero Ventura    | 13 października 2018 | Rezygnacja                        | Domenico Di Carlo   | 13 października 2018 |
| Udinese          | Julio Velázquez      | 13 listopada 2018    | Zwolnienie                        | Davide Nicola       | 13 listopada 2018    |
| Genoa            | Ivan Jurić           | 7 grudnia 2018       | Zwolnienie                        | Cesare Prandelli    | 13 grudnia 2018      |
| Frosinone        | Moreno Longo         | 19 grudnia 2018      | Zwolnienie                        | Marco Baroni        | 19 grudnia 2018      |
| Bologna          | Filippo Inzaghi      | 28 stycznia 2019     | Zwolnienie                        | Siniša Mihajlović   | 28 stycznia 2019     |
| Roma             | Eusebio Di Francesco | 7 marca 2019         | Zwolnienie                        | Claudio Ranieri     | 8 marca 2019         |
| Empoli           | Giuseppe Iachini     | 13 marca 2019        | Zwolnienie                        | Aurelio Andreazzoli | 13 marca 2019        |
| Udinese          | Davide Nicola        | 20 marca 2019        | Zwolnienie                        | Igor Tudor          | 21 marca 2019        |
| Fiorentina       | Stefano Pioli        | 9 kwietnia 2019      | Rezygnacja                        | Vincenzo Montella   | 10 kwietnia 2019     |

## Tabela
| Lp. | Drużyna           | M  | Z  | R  | P  | B+ | B– | +/– | Pkt | Kwalifikacja lub spadek                     |
| --- | ----------------- | -- | -- | -- | -- | -- | -- | --- | --- | ------------------------------------------- |
| 1   | Juventus (M)      | 38 | 28 | 6  | 4  | 70 | 30 | +40 | 90  | Kwalifikacja do fazy grupowej Ligi Mistrzów |
| 2   | Napoli            | 38 | 24 | 7  | 7  | 74 | 36 | +38 | 79  | Kwalifikacja do fazy grupowej Ligi Mistrzów |
| 3   | Atalanta          | 38 | 20 | 9  | 9  | 77 | 46 | +31 | 69  | Kwalifikacja do fazy grupowej Ligi Mistrzów |
| 4   | Inter Mediolan    | 38 | 20 | 9  | 9  | 57 | 33 | +24 | 69  | Kwalifikacja do fazy grupowej Ligi Mistrzów |
| 5   | Milan             | 38 | 19 | 11 | 8  | 55 | 36 | +19 | 68  | Niedopuszczony do rozgrywek UEFA            |
| 6   | Roma              | 38 | 18 | 12 | 8  | 66 | 48 | +18 | 66  | Kwalifikacja do fazy grupowej Ligi Europy   |
| 7   | Torino            | 38 | 16 | 15 | 7  | 52 | 37 | +15 | 63  | Kwalifikacja do rundy II Ligi Europy        |
| 8   | Lazio             | 38 | 17 | 8  | 13 | 56 | 46 | +10 | 59  | Kwalifikacja do fazy grupowej Ligi Europy   |
| 9   | Sampdoria         | 38 | 15 | 8  | 15 | 60 | 51 | +9  | 53  |                                             |
| 10  | Bologna           | 38 | 11 | 11 | 16 | 48 | 56 | −8  | 44  |                                             |
| 11  | Sassuolo          | 38 | 9  | 16 | 13 | 53 | 60 | −7  | 43  |                                             |
| 12  | Udinese           | 38 | 11 | 10 | 17 | 39 | 53 | −14 | 43  |                                             |
| 13  | SPAL              | 38 | 11 | 9  | 18 | 44 | 56 | −12 | 42  |                                             |
| 14  | Parma             | 38 | 10 | 11 | 17 | 41 | 61 | −20 | 41  |                                             |
| 15  | Cagliari          | 38 | 10 | 11 | 17 | 36 | 54 | −18 | 41  |                                             |
| 16  | Fiorentina        | 38 | 8  | 17 | 13 | 47 | 45 | +2  | 41  |                                             |
| 17  | Genoa             | 38 | 8  | 14 | 16 | 39 | 57 | −18 | 38  |                                             |
| 18  | Empoli (S)        | 38 | 10 | 8  | 20 | 51 | 70 | −19 | 38  | Spadek do Serie B                           |
| 19  | Frosinone (S)     | 38 | 5  | 10 | 23 | 29 | 69 | −40 | 25  | Spadek do Serie B                           |
| 20  | Chievo Verona (S) | 38 | 2  | 14 | 22 | 25 | 75 | −50 | 17  | Spadek do Serie B                           |

1. 1 2  Atalanta wyżej Interu dzięki różnicy punktów w meczach bezpośrednich: Atalanta 4–1 Internazionale, Internazionale 0–0 Atalanta.
2. ↑  Milan został niedopuszczony do rozgrywek UEFA z powodu naruszenia zasad finansowego Fair Play[18].
3. ↑  Lazio zakwalifikował się do fazy grupowej Ligi Europy jako zwycięzca Pucharu Włoch.
4. 1 2  Sassuolo wyżej Udinese dzięki różnicy bramek w meczach bezpośrednich: Sassuolo –7, Udinese –14.
5. 1 2 3  Pozycje ustalone według różnicy punktów w meczach bezpośrednich: Parma: 9 pkt.; Cagliari: 7 pkt.; Fiorentina: 1 pkt.
6. 1 2  Genoa wyżej Empoli dzięki różnicy punktów w meczach bezpośrednich: Genoa 2–1 Empoli, Empoli 1–3 Genoa.
7. ↑  Chievo zostało ukarane odjęciem trzech punktów za oszustwa finansowe[19].

## Wyniki
| Gospodarz \ Gość | ATA | BOL | CAG | CHV | EMP | FIO | FRO | GEN | INT | JUV | LAZ | MIL | NAP | PAR | ROM | SAM | SAS | SPA | TOR | UDI |
| Atalanta         |     | 4:1 | 0:1 | 1:1 | 0:0 | 3:1 | 4:0 | 2:1 | 4:1 | 2:2 | 1:0 | 1:3 | 1:2 | 3:0 | 3:3 | 0:1 | 3:1 | 2:1 | 0:0 | 2:0 |
| Bologna          | 1:2 |     | 2:0 | 3:0 | 3:1 | 0:0 | 0:4 | 1:1 | 0:3 | 0:1 | 0:2 | 0:0 | 3:2 | 4:1 | 2:0 | 3:0 | 2:1 | 0:1 | 2:2 | 2:1 |
| Cagliari         | 0:1 | 2:0 |     | 2:1 | 2:2 | 2:1 | 1:0 | 1:0 | 2:1 | 0:2 | 1:2 | 1:1 | 0:1 | 2:1 | 2:2 | 0:0 | 2:2 | 2:1 | 0:0 | 1:2 |
| Chievo Verona    | 1:5 | 2:2 | 0:3 |     | 0:0 | 3:4 | 1:0 | 0:0 | 1:1 | 2:3 | 1:1 | 1:2 | 1:3 | 1:1 | 0:3 | 0:0 | 0:2 | 0:4 | 0:1 | 0:2 |
| Empoli           | 3:2 | 2:1 | 2:0 | 2:2 |     | 1:0 | 2:1 | 1:3 | 0:1 | 1:2 | 0:1 | 1:1 | 2:1 | 3:3 | 0:2 | 2:4 | 3:0 | 2:4 | 4:1 | 2:1 |
| Fiorentina       | 2:0 | 0:0 | 1:1 | 6:1 | 3:1 |     | 0:1 | 0:0 | 3:3 | 0:3 | 1:1 | 0:1 | 0:0 | 0:1 | 1:1 | 3:3 | 0:1 | 3:0 | 1:1 | 1:0 |
| Frosinone        | 0:5 | 0:0 | 1:1 | 0:0 | 3:3 | 1:1 |     | 1:2 | 1:3 | 0:2 | 0:1 | 0:0 | 0:2 | 3:2 | 2:3 | 0:5 | 0:2 | 0:1 | 1:2 | 1:3 |
| Genoa            | 3:1 | 1:0 | 1:1 | 2:0 | 2:1 | 0:0 | 0:0 |     | 0:4 | 2:0 | 2:1 | 0:2 | 1:2 | 1:3 | 1:1 | 1:1 | 1:1 | 1:1 | 0:1 | 2:2 |
| Inter Mediolan   | 0:0 | 0:1 | 2:0 | 2:0 | 2:1 | 2:1 | 3:0 | 5:0 |     | 1:1 | 0:1 | 1:0 | 1:0 | 0:1 | 1:1 | 2:1 | 0:0 | 2:0 | 2:2 | 1:0 |
| Juventus         | 1:1 | 2:0 | 3:1 | 3:0 | 1:0 | 2:1 | 3:0 | 1:1 | 1:0 |     | 2:0 | 2:1 | 3:1 | 3:3 | 1:0 | 2:1 | 2:1 | 2:0 | 1:1 | 4:1 |
| Lazio            | 1:3 | 3:3 | 3:1 | 1:2 | 1:0 | 1:0 | 1:0 | 4:1 | 0:3 | 1:2 |     | 1:1 | 1:2 | 4:1 | 3:0 | 2:2 | 2:2 | 4:1 | 1:1 | 2:0 |
| Milan            | 2:2 | 2:1 | 3:0 | 3:1 | 3:0 | 0:1 | 2:0 | 2:1 | 2:3 | 0:2 | 1:0 |     | 0:0 | 2:1 | 2:1 | 3:2 | 1:0 | 2:1 | 0:0 | 1:1 |
| Napoli           | 1:2 | 3:2 | 2:1 | 0:0 | 5:1 | 1:0 | 4:0 | 1:1 | 4:1 | 1:2 | 2:1 | 3:2 |     | 3:0 | 1:1 | 3:0 | 2:0 | 1:0 | 0:0 | 4:2 |
| Parma            | 1:3 | 0:0 | 2:0 | 1:1 | 1:0 | 1:0 | 0:0 | 1:0 | 0:1 | 1:2 | 0:2 | 1:1 | 0:4 |     | 0:2 | 3:3 | 2:1 | 2:3 | 0:0 | 2:2 |
| Roma             | 3:3 | 2:1 | 3:0 | 2:2 | 2:1 | 2:2 | 4:0 | 3:2 | 2:2 | 2:0 | 3:1 | 1:1 | 1:4 | 2:1 |     | 4:1 | 3:1 | 0:2 | 3:2 | 1:0 |
| Sampdoria        | 1:2 | 4:1 | 1:0 | 2:0 | 1:2 | 1:1 | 0:1 | 2:0 | 0:1 | 2:0 | 1:2 | 1:0 | 3:0 | 2:0 | 0:1 |     | 0:0 | 2:1 | 1:4 | 4:0 |
| Sassuolo         | 2:6 | 2:2 | 3:0 | 4:0 | 3:1 | 3:3 | 2:2 | 5:3 | 1:0 | 0:3 | 1:1 | 1:4 | 1:1 | 0:0 | 0:0 | 3:5 |     | 1:1 | 1:1 | 0:0 |
| SPAL             | 2:0 | 1:1 | 2:2 | 0:0 | 2:2 | 1:4 | 0:3 | 1:1 | 1:2 | 2:1 | 1:0 | 2:3 | 1:2 | 1:0 | 2:1 | 1:2 | 0:2 |     | 0:0 | 0:0 |
| Torino           | 2:0 | 2:3 | 1:1 | 3:0 | 3:0 | 1:1 | 3:2 | 2:1 | 1:0 | 0:1 | 3:1 | 2:0 | 1:3 | 1:2 | 0:1 | 2:1 | 3:2 | 1:0 |     | 1:0 |
| Udinese          | 1:3 | 2:1 | 2:0 | 1:0 | 3:2 | 1:1 | 1:1 | 2:0 | 0:0 | 0:2 | 1:2 | 0:1 | 0:3 | 1:2 | 1:0 | 1:0 | 1:1 | 3:2 | 1:1 |     |

Aktualne na 26 maja 2019. Źródło: Serie A scores & results
Objaśnienia:
1Drużyna gospodarzy jest wymieniona po lewej stronie tabeli.
Kolory: zielony – zwycięstwo gospodarzy, żółty – remis, różowy – zwycięstwo gości.

## Liderzy kolejek
|     | ——       | ——       | ——       | ——       | ——       | ——       | ——       | ——       | ——       | ——       | ——       | ——       | ——       | ——       | ——       | ——       | ——       | ——       | ——       | ——       | ——       | ——       | ——       | ——       | ——       | ——       | ——       | ——       | ——       | ——       | ——       | ——       | ——       | ——       | ——       | ——       | ——       | —— |  |
| Ata | Juventus | Juventus | Juventus | Juventus | Juventus | Juventus | Juventus | Juventus | Juventus | Juventus | Juventus | Juventus | Juventus | Juventus | Juventus | Juventus | Juventus | Juventus | Juventus | Juventus | Juventus | Juventus | Juventus | Juventus | Juventus | Juventus | Juventus | Juventus | Juventus | Juventus | Juventus | Juventus | Juventus | Juventus | Juventus | Juventus | Juventus |    |  |
|     |          |          |          |          |          |          |          |          |          |          |          |          |          |          |          |          |          |          |          |          |          |          |          |          |          |          |          |          |          |          |          |          |          |          |          |          |          |    |  |
|     |          |          |          |          |          |          |          |          |          |          |          |          |          |          |          |          |          |          |          |          |          |          |          |          |          |          |          |          |          |          |          |          |          |          |          |          |          |    |  |
| 1ª  | 2ª       | 3ª       | 4ª       | 5ª       | 6ª       | 7ª       | 8ª       | 9ª       | 10ª      | 11ª      | 12ª      | 13ª      | 14ª      | 15ª      | 16ª      | 17ª      | 18ª      | 19ª      | 20ª      | 21ª      | 22ª      | 23ª      | 24ª      | 25ª      | 26ª      | 27ª      | 28ª      | 29ª      | 30ª      | 31ª      | 32ª      | 33ª      | 34ª      | 35ª      | 36ª      | 37ª      | 38ª      |    |  |

## Statystyki

### Najlepsi strzelcy
| Bramki | Strzelcy           | Drużyna                |
| ------ | ------------------ | ---------------------- |
| 26 (9) | Fabio Quagliarella | Sampdoria              |
| 23 (1) | Duván Zapata       | Atalanta               |
| 22 (2) | Krzysztof Piątek   | Genoa (13) / Milan (9) |
| 21 (5) | Cristiano Ronaldo  | Juventus               |
| 17     | Arkadiusz Milik    | Napoli                 |
| 16     | Leonardo Pavoletti | Cagliari               |
| 16 (1) | Dries Mertens      | Napoli                 |
| 16 (3) | Francesco Caputo   | Empoli                 |
| 16 (6) | Andrea Petagna     | SPAL                   |
| 15 (4) | Ciro Immobile      | Lazio                  |
| 15 (5) | Andrea Belotti     | Torino                 |

Źródło: Strona Serie A

### Najlepsi asystenci
| Asysty | Zawodnik           | Drużyna   |
| ------ | ------------------ | --------- |
| 11     | Dries Mertens      | Napoli    |
| 10     | Alejandro Gómez    | Atalanta  |
| 10     | Suso               | Milan     |
| 10     | José Callejón      | Napoli    |
| 8      | Cristiano Ronaldo  | Juventus  |
| 8      | Fabio Quagliarella | Sampdoria |
| 8      | Manuel Lazzari     | SPAL      |
| 8      | Rodrigo de Paul    | Udinese   |

Źródło: ESPN.com

### Hattricki
| Gracz (klub)               | Spotkanie             | Rezultat | Kolejka | Data                 |
| -------------------------- | --------------------- | -------- | ------- | -------------------- |
| Josip Iličić(Atalanta BC)  | Chievo-Atalanta BC    | 1-5      | 9.      | 21 października 2018 |
| Dries Mertens(SSC Napoli)  | SSC Napoli-Empoli FC  | 5-1      | 11.     | 2 listopada 2018     |
| Duván Zapata(Atalanta BC)  | Udinese-Atalanta BC   | 1-3      | 15.     | 9 grudnia 2018       |
| Josip Iličić(Atalanta BC)  | Sassuolo-Atalanta BC  | 2-6      | 19.     | 29 grudnia 2018      |
| Duván Zapata4(Atalanta BC) | Frosinone-Atalanta BC | 0-5      | 20.     | 20 stycznia 2019     |

4 Zawodnik zdobył 4 bramki

### Czyste konta
| Pozycja | Zawodnik             | Klub           | Czyste konta |
| ------- | -------------------- | -------------- | ------------ |
| 1.      | Samir Handanovič     | Inter Mediolan | 17           |
| 2.      | Salvatore Sirigu     | Torino         | 14           |
| 3.      | Wojciech Szczęsny    | Juventus       | 11           |
| 3.      | Emil Audero          | Sampdoria      | 11           |
| 3.      | Andrea Consigli      | Sassuolo       | 11           |
| 3.      | Gianluigi Donnarumma | Milan          | 11           |
| 7.      | Łukasz Skorupski     | Bologna        | 10           |
| 8.      | Thomas Strakosha     | Lazio          | 9            |
| 8.      | Luigi Sepe           | Parma          | 9            |
| 10.     | Marco Sportiello     | Frosinone      | 8            |
| 10.     | Alban Lafont         | Fiorentina     | 8            |
| 12      | Alessio Cragno       | Cagliari       | 7            |
| 12      | Juan Musso           | Udinese        | 7            |
| 14.     | Alex Meret           | Napoli         | 6            |
| 14.     | David Ospina         | Napoli         | 6            |
| 14.     | Antonio Mirante      | Roma           | 6            |
| 14.     | Ionuț Radu           | Genoa          | 6            |
| 18.     | Alfred Gomis         | SPAL           | 5            |
| 18.     | Etrit Berisha        | Atalanta       | 5            |
| 18.     | Mattia Perin         | Juventus       | 5            |
| 18.     | Stefano Sorrentino   | Chievo Verona  | 5            |
| 18.     | Emiliano Viviano     | SPAL           | 5            |
| 23.     | Orestis Karnezis     | Napoli         | 4            |
| 23.     | Robin Olsen          | Roma           | 4            |
| 25.     | Pierluigi Gollini    | Atalanta       | 3            |
| 25.     | Bartłomiej Drągowski | Empoli         | 3            |
| 27.     | Pietro Terracciano   | Empoli         | 2            |
| 27.     | Simone Scuffet       | Udinese        | 2            |
| 27.     | Adrian Šemper        | Chievo Verona  | 2            |
| 27.     | Rafael Cabral        | Sampdoria      | 2            |
| 31.     | Federico Marchetti   | Genoa          | 1            |
| 31.     | Salvador Ichazo      | Torino         | 1            |
| 31.     | Pepe Reina           | Milan          | 1            |
| 31.     | Francesco Bardi      | Frosinone      | 1            |

## Skład mistrzów
| Zwycięzca Serie A 2018/19 |
| ------------------------- |
| Juventus 35 Tytuł         |

| formacja | Piłkarz (liczba meczów)      |
| --- | ---------------------------- |
| Szczęsny João Cancelo Bonucci Chiellini Alex Sandro Bentancur Pjanić Matuidi Dybala Mandžukić C. Ronaldo | Wojciech Szczęsny (28)       |
| Szczęsny João Cancelo Bonucci Chiellini Alex Sandro Bentancur Pjanić Matuidi Dybala Mandžukić C. Ronaldo | João Cancelo (25)            |
| Szczęsny João Cancelo Bonucci Chiellini Alex Sandro Bentancur Pjanić Matuidi Dybala Mandžukić C. Ronaldo | Leonardo Bonucci (29)        |
| Szczęsny João Cancelo Bonucci Chiellini Alex Sandro Bentancur Pjanić Matuidi Dybala Mandžukić C. Ronaldo | Giorgio Chiellini (25)       |
| Szczęsny João Cancelo Bonucci Chiellini Alex Sandro Bentancur Pjanić Matuidi Dybala Mandžukić C. Ronaldo | Alex Sandro (31)             |
| Szczęsny João Cancelo Bonucci Chiellini Alex Sandro Bentancur Pjanić Matuidi Dybala Mandžukić C. Ronaldo | Rodrigo Bentancur (31)       |
| Szczęsny João Cancelo Bonucci Chiellini Alex Sandro Bentancur Pjanić Matuidi Dybala Mandžukić C. Ronaldo | Miralem Pjanić (31)          |
| Szczęsny João Cancelo Bonucci Chiellini Alex Sandro Bentancur Pjanić Matuidi Dybala Mandžukić C. Ronaldo | Blaise Matuidi (31)          |
| Szczęsny João Cancelo Bonucci Chiellini Alex Sandro Bentancur Pjanić Matuidi Dybala Mandžukić C. Ronaldo | Paulo Dybala (30)            |
| Szczęsny João Cancelo Bonucci Chiellini Alex Sandro Bentancur Pjanić Matuidi Dybala Mandžukić C. Ronaldo | Mario Mandžukić (25)         |
| Szczęsny João Cancelo Bonucci Chiellini Alex Sandro Bentancur Pjanić Matuidi Dybala Mandžukić C. Ronaldo | Cristiano Ronaldo (31)       |
| Szczęsny João Cancelo Bonucci Chiellini Alex Sandro Bentancur Pjanić Matuidi Dybala Mandžukić C. Ronaldo | Trener: Massimiliano Allegri |
| Pozostałe piłkarze: Emre Can (29), Federico Bernardeschi (28), Mattia De Sciglio (22), Juan Cuadrado (18), Douglas Costa (17), Daniele Rugani (15), Moise Kean (13), Sami Khedira (10), Leonardo Spinazzola (10), Martín Cáceres (9), Mattia Perin (9), Andrea Barzagli (7), Medhi Benatia (5), Hans Nicolussi (3), Matheus Pereira (3), Grīgorīs Kastanos (1), Paolo Gozzi (1), Stephy Mavididi (1), Carlo Pinsoglio (1), Manolo Portanova (1). |                              |